# Ристич, Милан
Милан Ристич (серб. Милан Ристић, хорв. Milan Ristić; 18 августа 1908, Белград, Сербия — 20 декабря 1982, там же) — сербский и югославский композитор. Член Сербской академии наук и искусств.

## Биография
Свои первые уроки игры на фортепиано Ристич получил от Ивана Брезовшека в Белграде. В 1927 году он поехал в Париж со своим школьным другом, Оскаром Давичо, где он начал изучать композицию с Г. Пирсоном. По возвращении в Белград Ристич продолжил обучение у М. Милоевича и Йосипа Славенского, затем в 1929 году обучался в Пражской консерватории у Алоиса Габы (композиция). Здесь входил в «пражскую группу» композиторов, куда, кроме него самого, входили: Станойло Раичич, Драгутин Чолич, Миховил Логар, Воислав Вучкович и Любица Марич. В 1939 году, накануне оккупации Чехословакии, вернулся на Родину.
Крупнейший югославский симфонист. Как яркий представитель музыкального авангарда Югославии, Ристич в 1930-е годы использовал четвертитоновую систему, додекафонию, некоторое время был под влиянием экспрессионизма, а позднее тяготел к неоклассицизму. В эпоху социализма стал исповедовать гражданственную и героико-патриотическую тематику. В 1960—1962 годах — Председатель Союза композиторов Сербии. Писал музыку к кинофильмам.

## Сочинения
- балет «Золушка» / Пепељуга (1943, Белград)
- балет «Тиран» / Тиранин (1945, Белград)
- 9 симфоний (1941—1977)
- оркестровые пьесы
- концерты инструментов с оркестром
- камерно-инструментальные ансамбли
- вокальные сочинения (включая популярные «Песня мёртвых пролетариев», «Песня о соколе» серб. Песма о соколу)

## Награды
- 1961 — член Сербской академии наук и искусств.
- Орден Труда